# Bivinculata kalikotei
Bivinculata kalikotei är en fjärilsart som beskrevs av Wolfgang Dierl 1978. Bivinculata kalikotei ingår i släktet Bivinculata och familjen silkesspinnare. Inga underarter finns listade i Catalogue of Life.